# Swayambhunath
Swayambhunath (Devnagari : स्वयम्भूनाथ स्तुप romanizado como svayambhūnātha stupa) es un antiguo complejo religioso a lo alto de una colina en el valle de Katmandú, al oeste de la ciudad de Katmandú. Junto a otras construcciones del valle, fueron elegidas como Patrimonio de la Humanidad de la Unesco en 1979.
También es conocido como el templo de los monos, ya que hay monos que viven en santas partes del templo en el norte-oeste. El nombre tibetano para el sitio significa "Sublimes árboles" (Wylie : Phags.pa Shing.kun), por las muchas variedades de árboles que se encuentran en la colina. Sin embargo, Shing.kun puede ser una corrupción de los locales newari nombre para el complejo, Singgu, que significa "auto-nacido". Para los budistas Newars en cuya historia mitológica y mito de origen, así como la práctica religiosa del día a día, Swayambhunath ocupa una posición central, que es probablemente el más sagrado entre los lugares de peregrinación budista. Para los tibetanos y seguidores del budismo tibetano, que en segundo lugar solamente se encuentra Boudhanath.
El complejo Swayambhunath consiste en una estupa, una variedad de santuarios y templos, algunos que datan del período de Licchavi. Un monasterio tibetano, el museo y la biblioteca son más recientes adiciones. La estupa tiene los ojos de Buda y las cejas pintadas. Entre ellos, hay algo que parece una pintura de nariz (pero es el símbolo de Nepal de "unidad", en el dialecto principal de la lengua nepalí). También hay tiendas, restaurantes y hostales. El sitio tiene dos puntos de acceso: una larga escalera, que tiene 365 escalones, que conducen directamente a la plataforma principal del templo, que es desde la cima de la colina al este, y una carretera de coches alrededor de la colina del sur líder a la entrada suroeste. La primera vista al llegar a la parte superior de la escalera es el Vajra. Tsultrim Allione describe la experiencia:

Estábamos sin aliento y sudando como nos topamos por las escaleras empinadas y prácticamente cayó en el mayor vajra (pernos cetro-trueno) que he visto nunca. Detrás de esta vajra, toda la vasta cúpula blanca de la estupa, como una falda sólida completa, en la parte superior de los cuales había dos gigantes ojos de Buda sabiamente con vistas al valle tranquilo que apenas comenzaba a cobrar vida.

Gran parte de la iconografía de Swayambhunath proviene de la tradición Vajrayana del budismo Newar. Sin embargo, el complejo es también un sitio importante para los budistas de muchas escuelas, y también es venerado por los hindúes.

## Mitología
Según Swayambhu Purana, todo el valle estaba lleno de una vez con un enorme lago, del cual creció un loto. El valle llegó a ser conocido como Swayambhu, que significa "autocreación." El nombre proviene de una auto-existente llama eterna (svyaṃbhu) sobre el cual más tarde fue construido supa.
Swayambhunath es también conocido como el templo de los monos, ya que hay monos sagrados que viven en las partes del templo en el norte-oeste. Son santos porque Manjushree, el bodhisattva de la sabiduría y el aprendizaje estaba levantando la colina donde se encuentra el Templo de Swayambhunath. Se suponía que debía dejar su pelo corto pero lo dejó crecer el y los piojos de la cabeza crecieron. Se dice que los piojos de la cabeza se habían transformado en estos monos.
El Bodhisatva Manjushri tuvo una visión de la flor de loto en Swayambhu y viajó allí para adorarla. Al ver que el valle podía ser una buena solución ya que el sitio era más accesible a los peregrinos humanos, Manjushri cortó una garganta en Chóvar. El agua drenada del lago, dejó al valle de Katmandú en donde ahora se encuentra. El loto se transformó en una colina y la flor se convirtió en la estupa Swayambhunath.

## Historia
Swayambhunath, es uno de los más antiguos lugares religiosos en Nepal. De acuerdo con el Gopālarājavaṃśāvalī Swayambhunath fue fundada por el bisabuelo del rey Mānadeva (464-505 dC), el rey Vṛsadeva, sobre el inicio del siglo quinto. Esto parece ser confirmado por una inscripción en piedra que se encuentra dañada en el lugar, que indica que el rey Vrsadeva ordenó que se realizaran trabajos en 640 d. C.
Sin embargo, el emperador Ashoka se dice que visitó el lugar en el siglo III a. C. y construyó un templo en el cerro que fue destruido posteriormente.
Aunque el sitio se considera budista, además es venerado por hindúes. Numerosos seguidores y reyes hindúes se saben que han pagado su tributo al templo, incluyendo Pratap Malla, el poderoso rey de Katmandú, que es responsable de la construcción de la escalera oriental en el siglo XVII.
La estupa fue completamente renovado en mayo de 2010, su primera renovación importante en 90 años y su 15 en los casi 1500 años desde que fue construida. La cúpula fue re-dorada con 20 kg de oro. La actualización fue financiada por el Centro Tibetano Nyingma de Meditación de California, y comenzó en junio de 2008.

## Arquitectura
La estupa se compone de una cúpula en la base. Por encima de la cúpula, hay una presente estructura cúbica con los ojos de Buda mirando en las cuatro direcciones con la palabra "unidad" en el principal dialecto de Nepal entre ellos. Hay en forma pentagonal varios Toran presentes por encima de cada uno de los cuatro lados con estatuas grabadas en ellos. Detrás y por encima de la Torana hay trece niveles. Por encima de todos los niveles, hay un pequeño espacio por encima del cual la Gajur está presente.

Swayambhunath
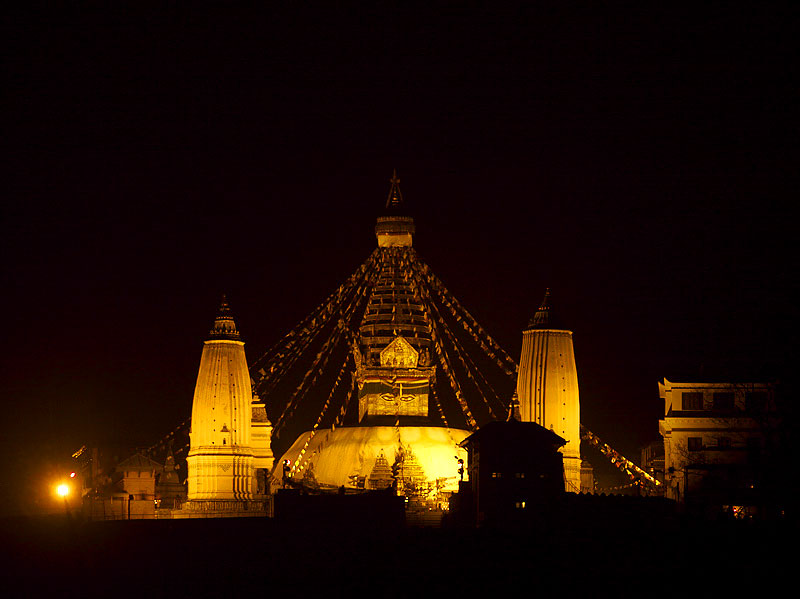
Swayambhunath por la noche
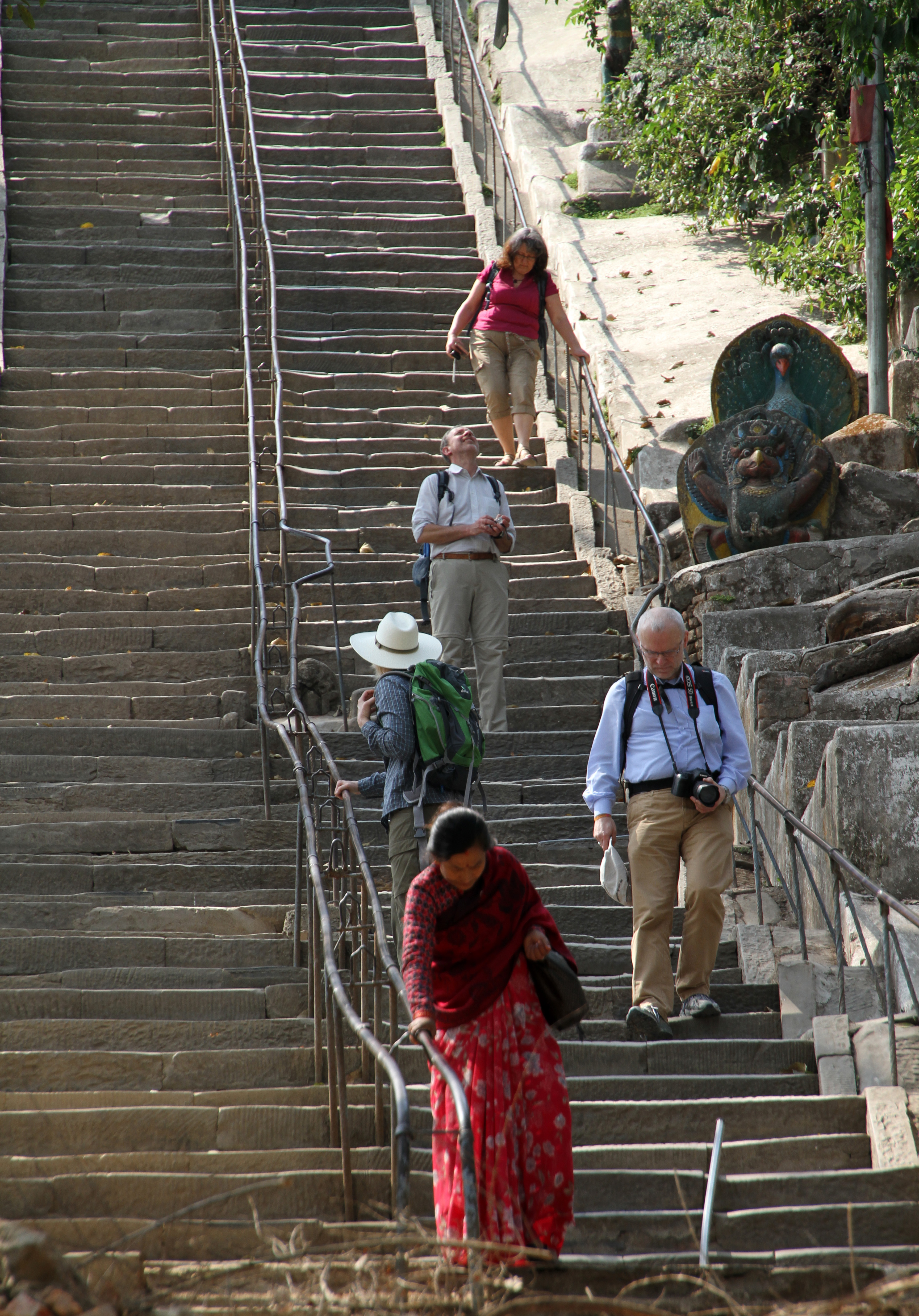
Escaleras a Swayambhunath
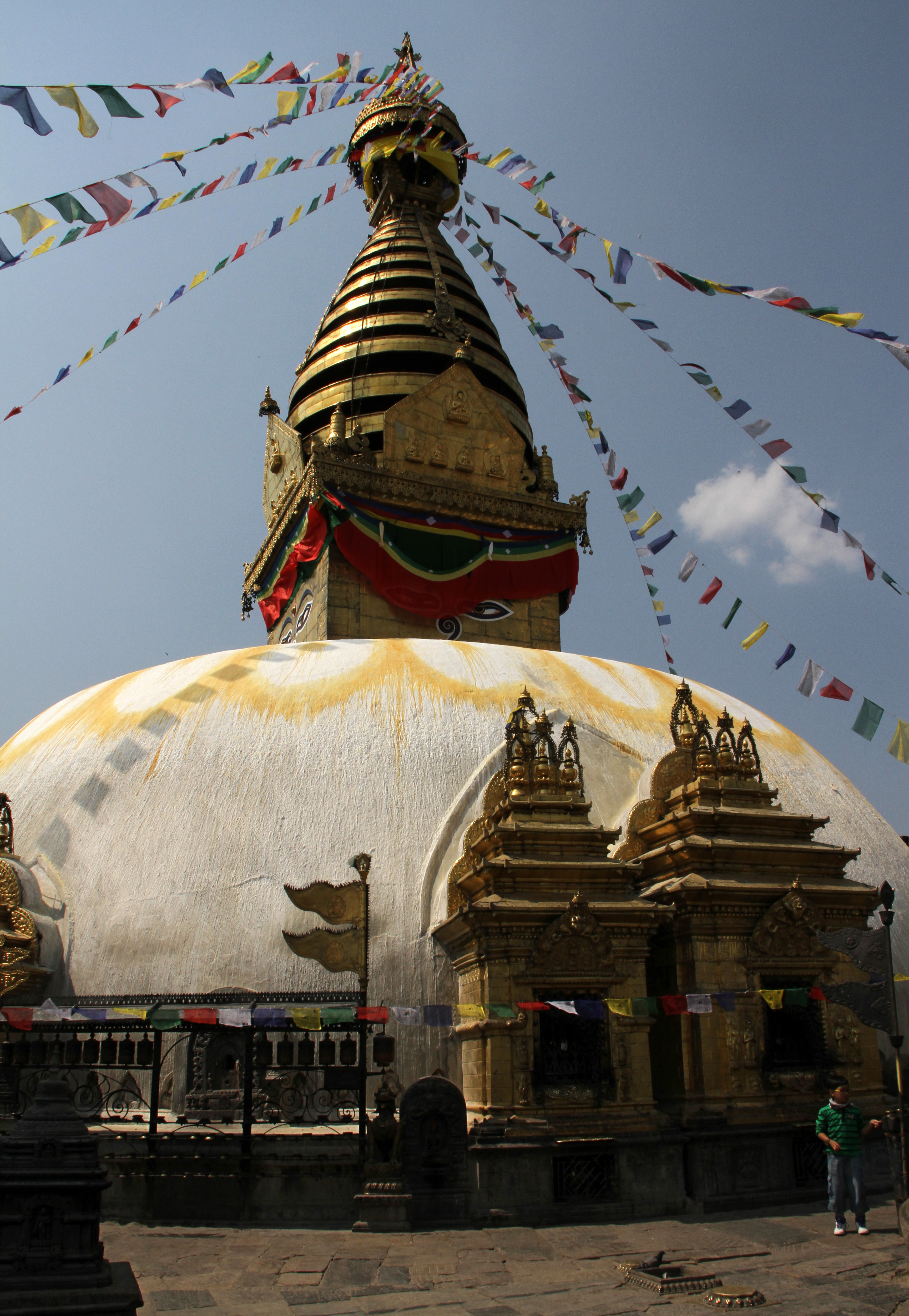
Estupa central
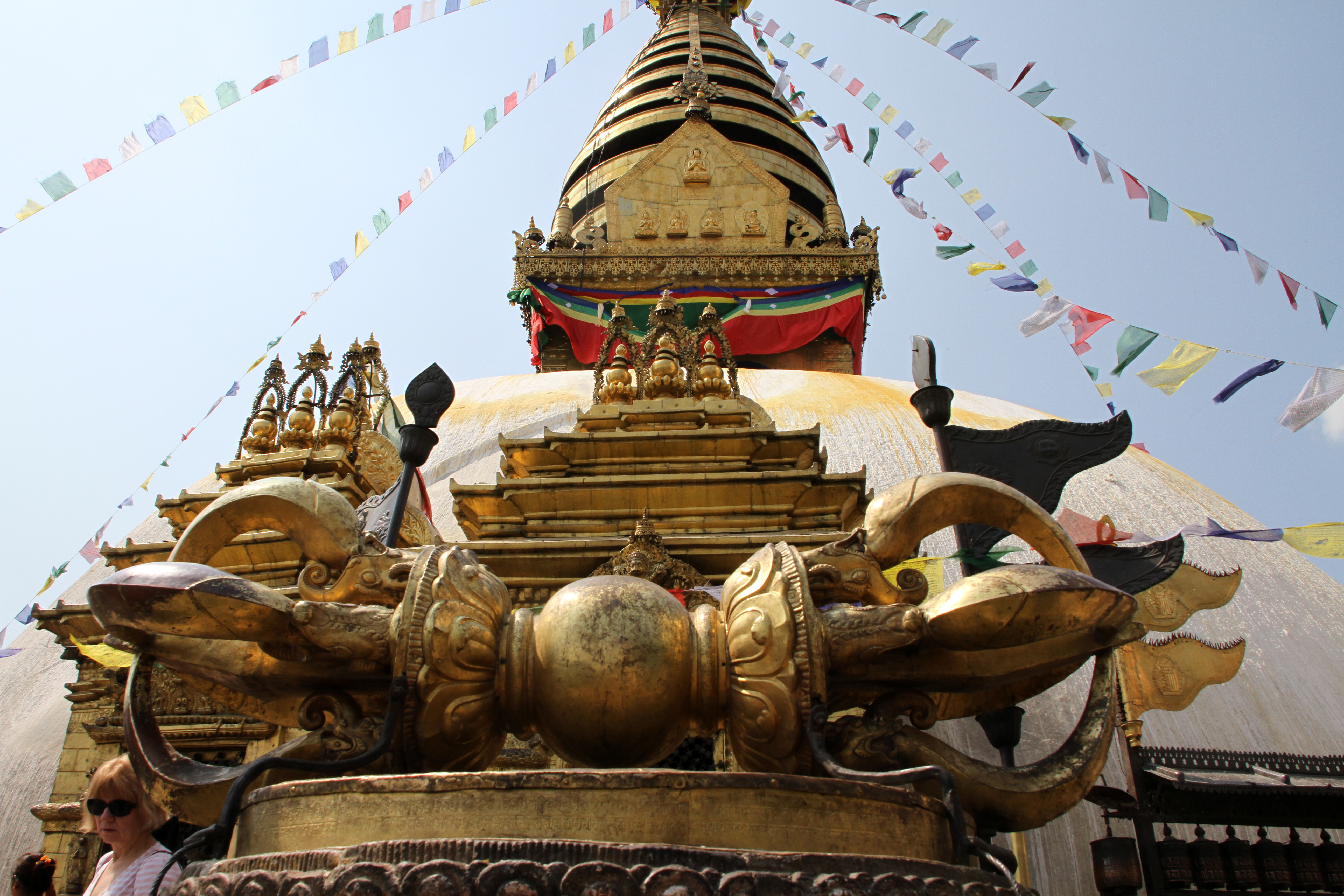
Vajra del Pratapamalla
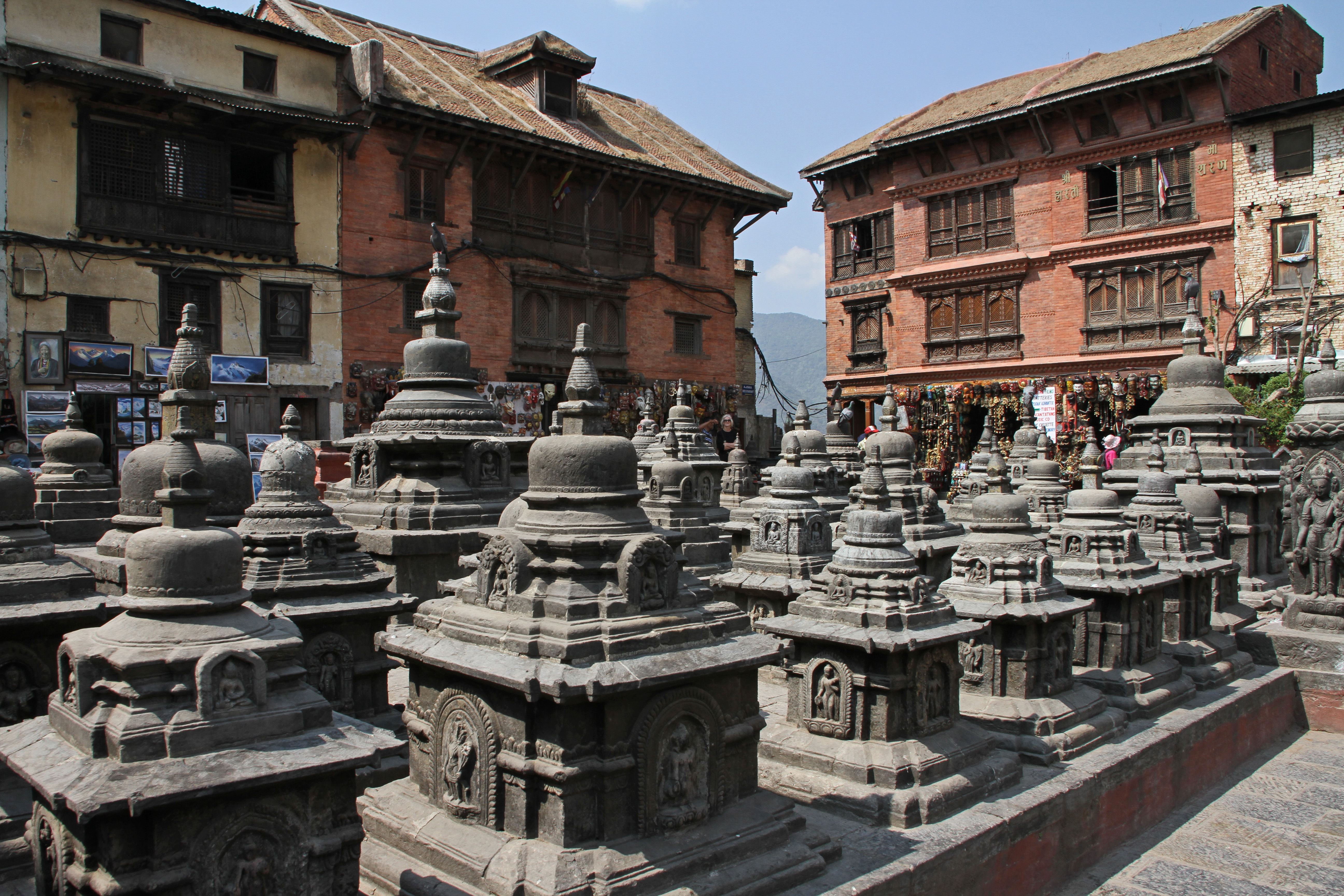
Estupas votivas
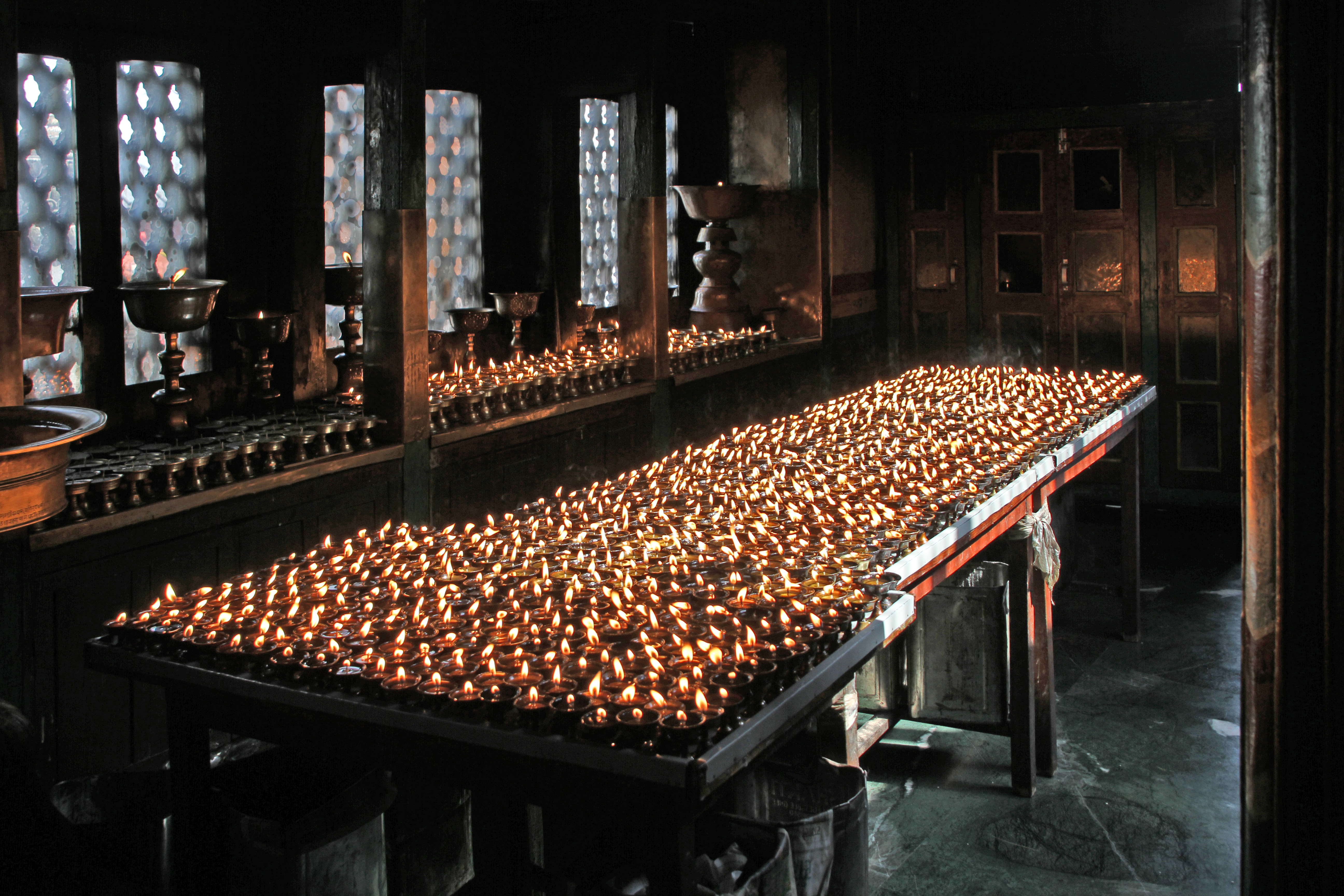
Lámparas de mantequilla
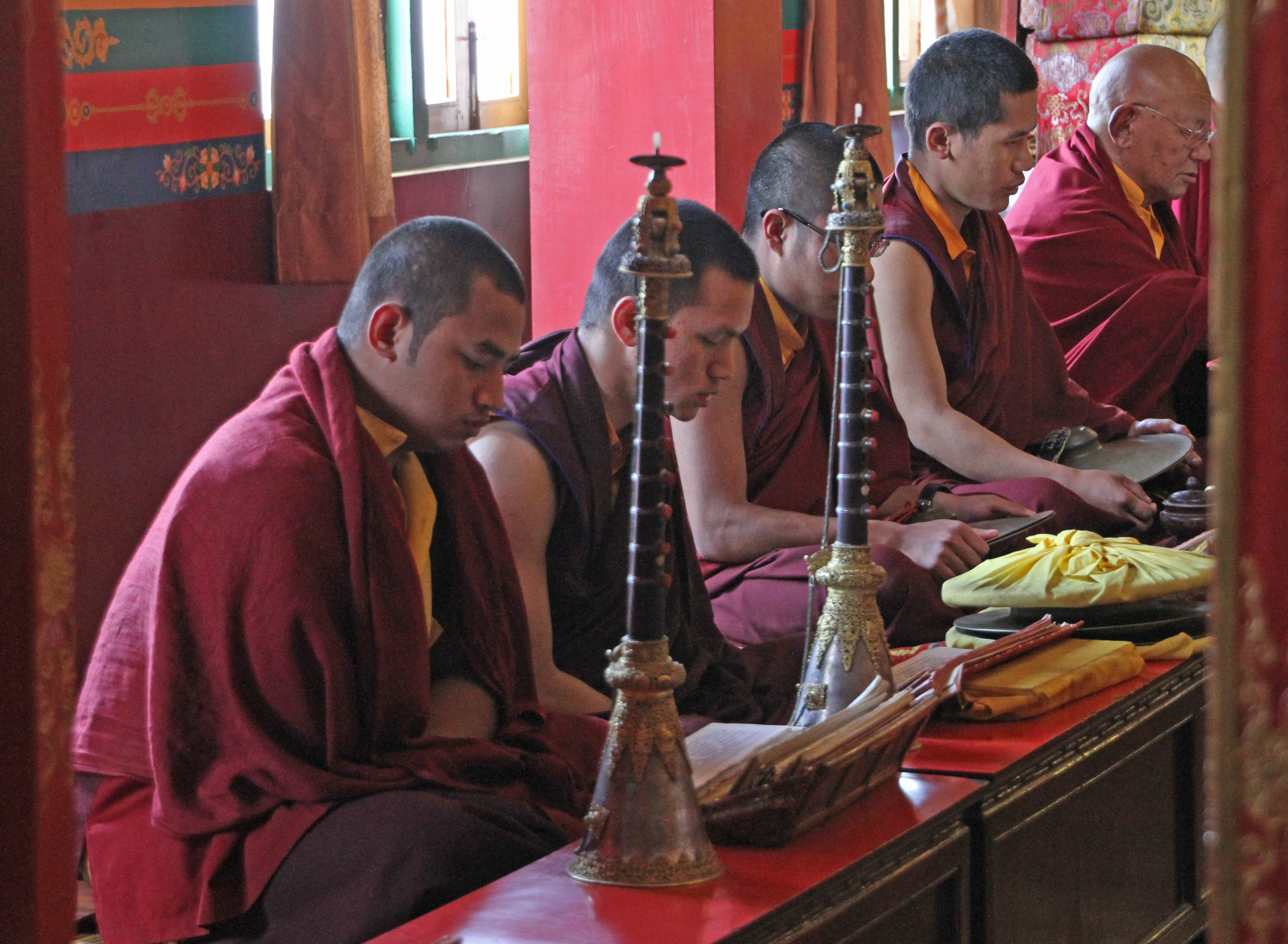
Monjes
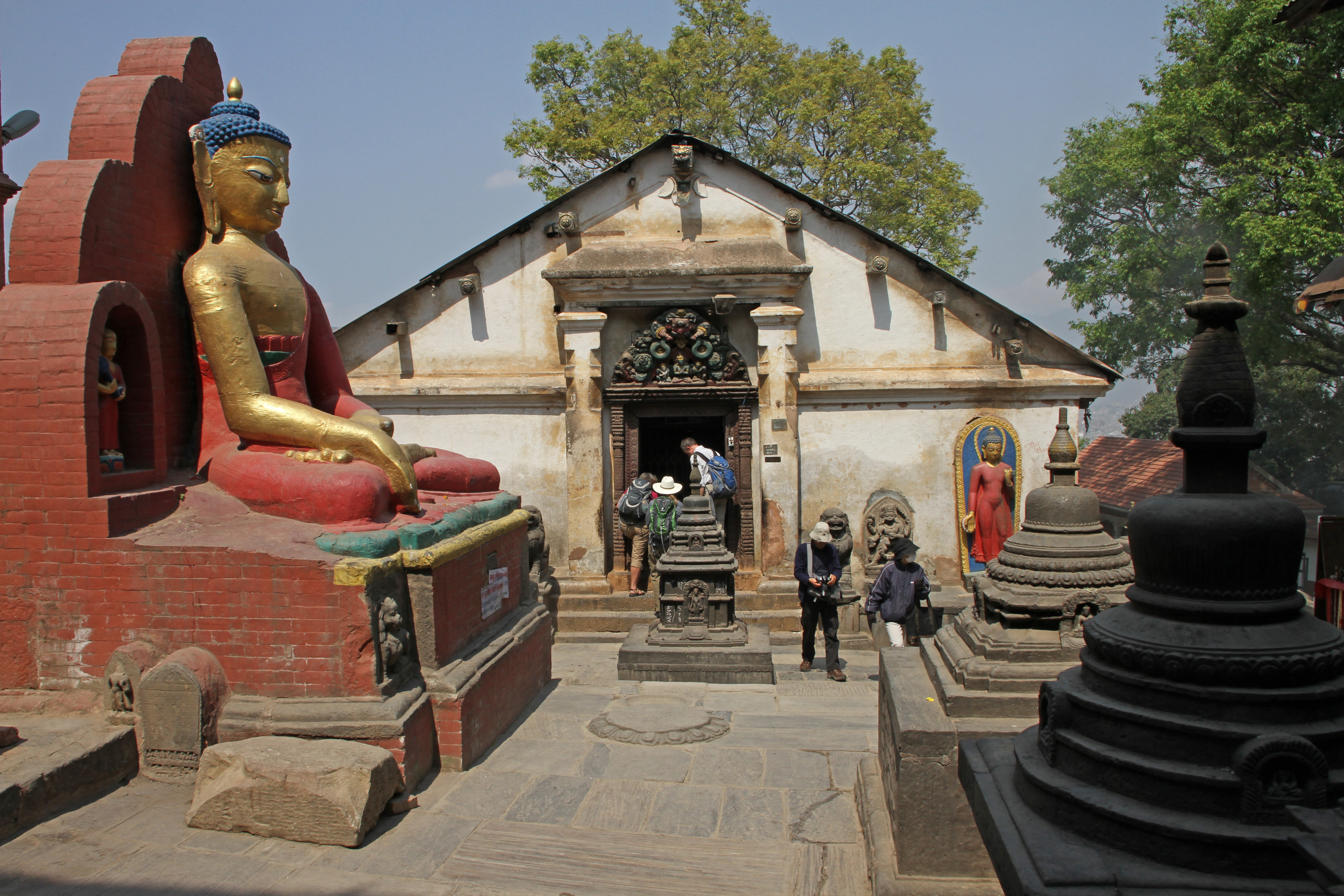
Shantipur
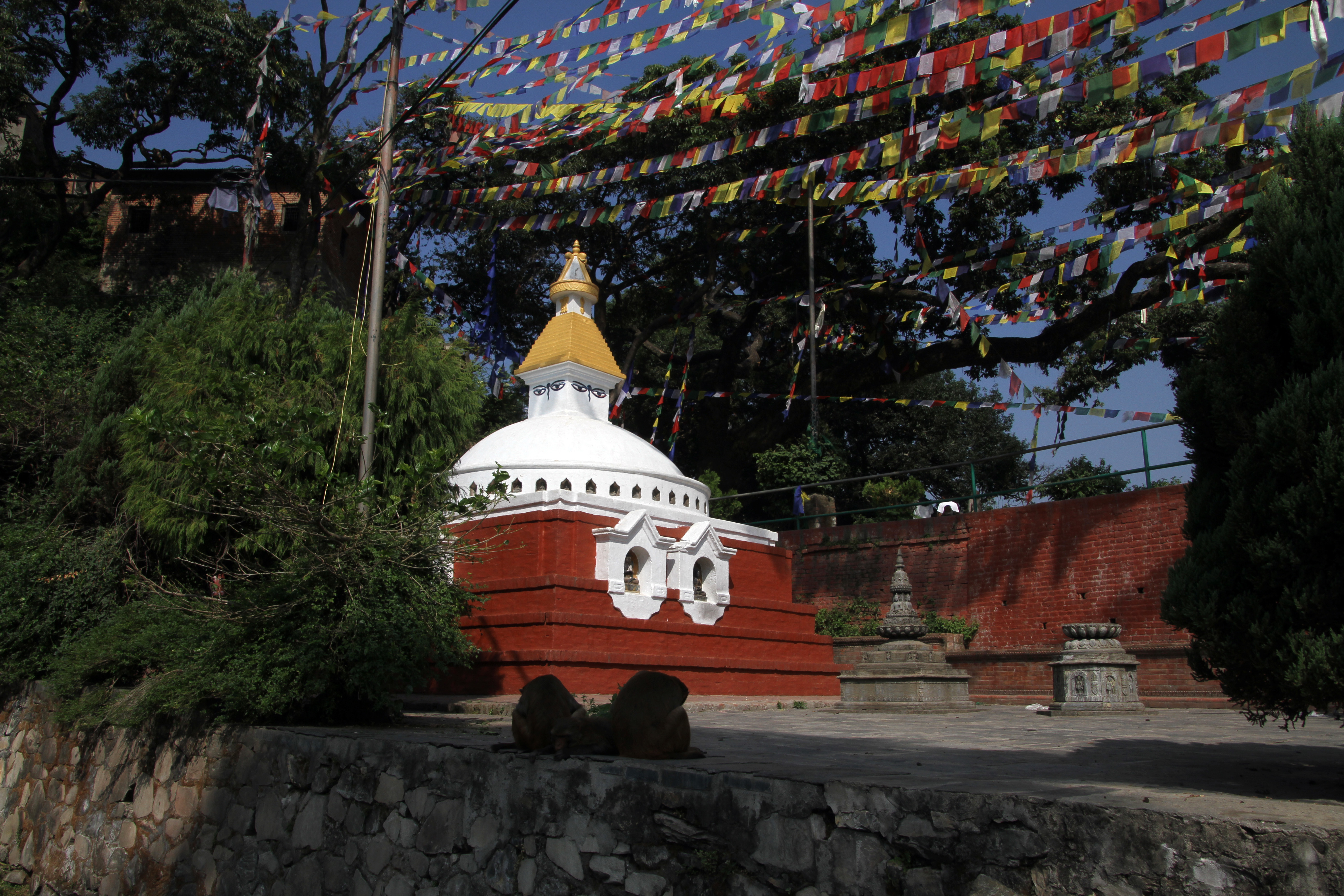
Manjushri
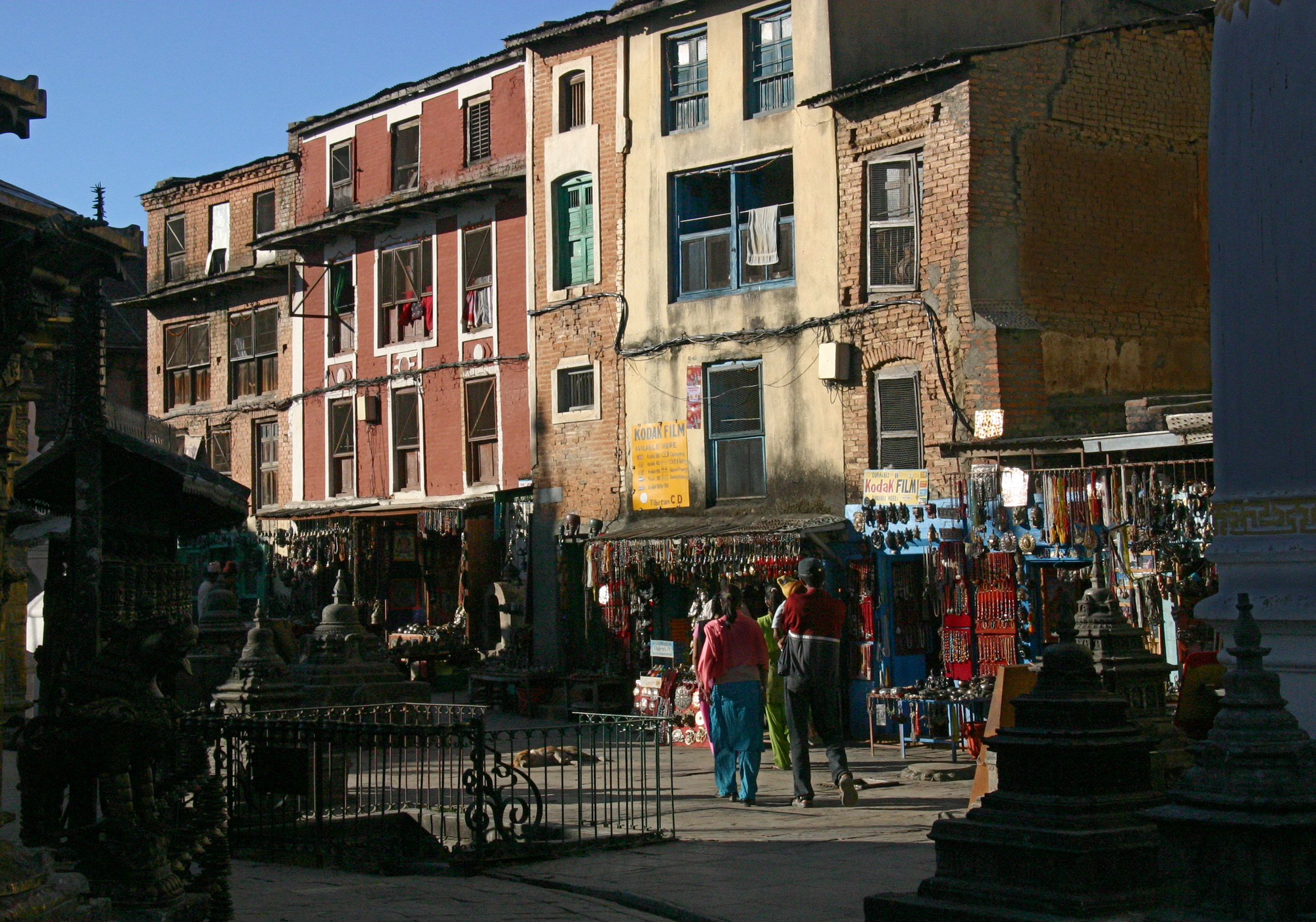
Recuerdos